# Resurrección (canción de Ella es tan Cargosa)
«Resurrección» es el sexto sencillo del álbum Botella al mar de la banda Ella es tan Cargosa. El lanzamiento de esta canción se realizó en julio de 2009.

## Video musical
El videoclip empieza con un hombre despertándose y vistiéndose aparentado ir a trabajar, pero cuando sale a la calle empieza a correr con ropa de oficina y empieza a cruzar de casa en casa las piletas, llegando a la playa se va nadando hacia el horizonte.

## Datos destacados
- El videoclip fue grabado en marzo de 2010 en el barrio la Florida, de la ciudad de Rosario. Protagonizado por Diego Alonso Gómez y con la colaboración de los futbolistas Pablo "Vitamina" Sanchez, Horacio "Petaco" Carbonari y Fabián Basualdo.